# Petrophila heppneri
Petrophila heppneri is een vlinder uit de familie van de grasmotten (Crambidae), uit de onderfamilie van de Acentropinae. De wetenschappelijke naam van deze soort is voor het eerst gepubliceerd in 1983 door André Blanchard en Edward C. Knudson.
De soort komt voor in de Verenigde Staten.